# پرستاری نیروی زمینی ایالات متحده آمریکا
پرستاری ارتش ایالات متحده آمریکا به‌طور رسمی در سال ۱۹۰۱ توسط کنگره ایالات متحده تأسیس شدهو یکی از شش شاخه اصلی پزشکی (یا سپاه) از افسران است که شامل سربازان پزشک داوطلب و گروه پزشکی ارتش می‌شود.
- برنامه پرستاری ارتش ایالات متحده شامل خدماتی برای نیروی زمینی ایالات متحده بوده و کارکنان پرستاری واجد شرایطی را برای حمایت از برنامه پزشکی وزارت دفاع آمریکا تربیت می‌کند.

## ماموریت
همه اعمال و وظایف باید در جهت ترویج سلامت و حمایت از رزمندگان و خانواده‌های آنان بوده و هدف، برنامه‌ای برای گسترش پرستاری ارتش به عنوان یک نیرو جهت پیشبرد پزشکی ارتش باشد.
مهارت‌های مفید
- توانایی جهت تصمیم گیری دقیق و مفید
- انجام وظایف تحت فشار
- توانایی مهارت تفکر[۲]